# Прилепуше
Прилепуше (Echeneidae) су породица риба која припада реду Perciformes, а по традиционалној класификацији су биле издвојене у посебан ред Echeneiformes, док их неке новије класификације сврставају у ред Carangiformes (заједно са још 5 породица).
Назив су добиле по томе што на врху главе имају пијавку кружног облика којом могу да се прилепе за неку већу животињу, као што су сипе, китови, али и веће рибе и корњаче. Такође, прилепљују се и за бродове. Ова пијавка је настала преображајем леђног пераја. Прилепљујући се, ове рибе добијају заштиту, а и кретање им је олакшано. Такође, лакше проналазе и храну, а најчешће су то или остаци које иза себе остави њихов домаћин или паразити који га нападају. Због тога им домаћини често дозвољавају и да им уђу у уста или шкрге.
Прилепуше су витке и тамне рибе и зависно од врсте дуге од 30 cm до једног метра. Грудна и трбушна пераја су добро развијена, а леђно пераје је релативно далеко позади постављено. Имају велика уста и истурене вилице са малим и оштрим зубима.

## Карактеристике
Предња леђна пераја прилепуша су еволуирала како би им омогућила да се приањају усисом на глатке површине, и већину свог живота проводе држећи се за животињу домаћина као што су кит, корњача, ајкула или ража. Вероватно је реч о узајамном аранжману, јер прилепуша може да се креће по домаћину, уклањајући ектопаразите и лабаве љуспице коже, док има користи од заштите коју пружа домаћин и сталног протока воде кроз њене шкрге. Иако се у почетку веровало да се прилепуше храни честицама из оброка домаћина, показало се да је није тачно; у стварности, њихова исхрана се састоји првенствено од измета домаћина.

## Станиште
Прилепуше су становници тропских отворених океана, али се повремено налазе у умереним или приобалним водама ако су се везали за велике рибе које су залутале у ова подручја. У средњем Атлантском океану, мрест се обично одвија у јуну и јулу; у Средоземном мору јавља се у августу и септембру. Диск за сисање почиње да се појављује када младе рибе буду дугачке око 1 cm (0,4 in). Када прилепуша достигне око 3 cm (1,2 in), диск је потпуно формиран и прилешуша се тада може закачити за друге животиње. Прилепушина доња вилица излази изнад горње, а животињи недостаје пливачка бешика.
Неке прилепуше се повезују са одређеним врстама домаћина. Обично се налазе везане за ајкуле, манте, китове, корњаче и дугонгове, те отуда и уобичајени називи „сисач ајкула” и „китосисач”. Мање прилепуше се такође причвршћују на рибе као што су туна и сабљарка, а неке мале прилешуше путују у устима или шкргама великих манта, океанских буцања, сабљарки и једрењачких риба.
Однос између прилепуше и њеног домаћина најчешће се сматра комензалним односом, посебно форезије.

## Физиологија
Research into the physiology of the remora has been of significant benefit to the understanding of ventilation costs in fish.
Remoras, like many other fishes, have  two different modes of ventilation. Ram ventilation is the process in which at higher speeds, the remora uses the force of the water moving past it to create movement of fluid in the gills. Alternatively, at lower speeds the remora will use a form of active ventilation, in which the fish actively moves fluid through its gills. In order to use active ventilation, a fish must actively use energy to move the fluid; however, determining this energy cost is normally complicated due to the movement of the fish when using either method.  As a result, the remora has proved invaluable in finding this cost difference (since they will stick to a shark or tube, and hence remain stationary despite the movement or lack thereof of water). Experimental data from studies on remora found that the associated cost for active ventilation created a 3.7–5.1% increased energy consumption in order to maintain the same quantity of fluid flow the fish obtained by using ram ventilation.
Other research into the remora's physiology came about as a result of studies across multiple taxa, or using the remora as an out-group for certain evolutionary studies. Concerning the latter case, remoras were used as an outgroup when investigating tetrodotoxin resistance in remoras, pufferfish, and related species, finding remoras (specifically Echeneis naucrates) had a resistance of 6.1–5.5×10-8 M.

## Употреба за риболов
Неке културе користе прилепуше за хватање корњача. За реп прилешуше се причвршћује конопац или конопац, а када се угледа корњача, риба се пушта из чамца; обично иде директно ка корњачи и причвршћује се за оклоп корњаче, а затим се довлаче прилепуша и корњача. Мање корњаче се овим методом могу потпуно увући у чамац, док се веће довлаче у домет харпуна. Ова пракса је забележена широм Индијског океана, посебно у источној Африци у близини Занзибара и Мозамбика, и у северној Аустралији у близини Кејп Јорка и мореуза Торес.
Слични извештаји долазе из Јапана и Америке. Неки од првих записа о „рибљем пецању“ у западној литератури потичу из извештаја о другом путовању Кристофора Колумба. Међутим, Лео Винер сматра да су извештаји о Колумбу апокрифни: оно што је узето за извештаје о Америци можда су заправо биле белешке Колумба изведене из извештаја о Источној Индији, његовој жељеној дестинацији.

## Митологија
У давна времена веровало се да прилешуша успорава брод при пловидби. На латинском, remora значи „кашњење”, док име рода Echeneis долази од грчког ἔχειν, echein („држати”) и αῦς, naus („брод”). У значајном извештају Плинија Старијег, прилепуша је окривљена за пораз Марка Антонија у бици код Акцијума и, индиректно, за Калигулину смрт. Модерну верзију приче даје Хорхе Луис Борхес у Књизи имагинарних бића (1957).

## Галерија
- Прилепуша
- Ајкулоприлепуша, Echeneis naucrates
- Обична прилепуша, Remora remora
- Ајкула Ginglymostoma cirratum са прилепушама